# فريدريك فون شبيغل
فريدريك فون شبيغل (بالألمانية: Friedrich Spiegel) هو مستشرق ألماني، ولد في 11 يوليو 1820 في كيتسينغن في ألمانيا، وتوفي في 15 ديسمبر 1905 في ميونخ في ألمانيا.